# 名古屋市水道敷設事務所1号形蒸気機関車
1号形は、名古屋市水道敷設事務所が1909年（明治42年）に工事用として購入したタンク式蒸気機関車である。なお、この呼称は、正式な形式が付与されていなかったため、便宜的に付与したものである。

## 概要
名古屋市の水道工事用として3両が導入された、オーレンシュタイン・ウント・コッペル製の軌間600mm、車軸配置0-4-0(B)の2気筒単式の飽和式ウェルタンク機関車である。運転整備重量5.6t、全長4m強、固定軸距900mm、出力20PS級の小形機関車であった。製造番号は3761 - 3763、番号は1 - 3とされている。なお、この工事用機関車について『名古屋市水道誌』にはわずかに予算（軽便鉄軌及附属車両20,000円）にふれているのみである。
工事終了後、1915年（大正4年）に、3両揃って同年開業の石川鉄道に譲渡された。その際、軌間を762mm(2ft6in)に改めている。これは、ウェルタンクのある台枠には手をつけず、シリンダ鋳物の内側にライナーを入れて拡幅し、輪軸と軸箱を交換して行われたものである。石川鉄道譲渡後も、番号は1 - 3で変わっていない。
石川鉄道では、1921年（大正10年）の1,067mmへの改軌および電化工事完成まで使用されたが、1両(3)が、1920年（大正9年）5月に東濃鉄道（初代）へ譲渡されている。これは、広見 - 御嵩間延伸開業を控えていたが、先に注文していたバルカン・アイアン・ワークス製機関車（後のC形 4）の納入が遅れたうえ、鉄道省の横槍によって設計認可がさらに遅れてしまい、代替機を急遽用意しなくてはならなくなったためである。東濃鉄道では、2番目の形式ということでB形とし、番号はそのまま3として使用した。
1926年（大正15年）9月25日に実施された、東濃鉄道の路線の一部の国有化に当たっては、買収の対象とならず、残存区間を引き継ぐ新会社、東美鉄道に譲渡された。その後の1928年（昭和3年）10月、東美鉄道線の1,067mm軌間への改軌および電化工事が完成し、本形式は廃車となったが、その後の消息は明らかでない。
石川鉄道に残った2両(1, 2)は、同線の改軌まで使用されたが、その後どういった経緯をたどったかは不明であるものの、1948年（昭和23年）に新日国工業京都大久保工場の敷地内に放置されていたのが確認されている。その時点で、煙室が前方に延長され、煙突も前に移動していた。

## 主要諸元
東濃鉄道3の諸元を記す。
- 全長：4,219mm
- 全高：2,648mm
- 最大幅：1,549mm
- 軌間：762mm（原形は600mm）
- 車軸配置：0-4-0(B)
- 動輪直径：550mm
- 弁装置：マックス・オーレンシュタイン式
- シリンダー（直径×行程）：145mm×260mm
- ボイラー圧力：12.0kg/cm2
- 火格子面積：0.25m2
- 全伝熱面積：8.39m2
- 機関車運転整備重量：5.6t
- 機関車動輪上重量（運転整備時）：5.6t
- 機関車性能
  - シリンダ引張力：959kg
- ブレーキ方式：手ブレーキ

## 同形機
本形式は、20PS旧設計といわれる規格形の機関車で、同形機（軌間の違うものを含む）は、日本へは外地を含めて22両が入っている。その状況は次のとおりである。
- 1907年（明治40年）
  - 製造番号 2371 : 釜山温泉軌道[3]（軌間600mm）
  - 製造番号 2465 - 2470 : 橋本組（軌間762mm） → 東京電気（後の東芝） 1 - 6
- 1908年（明治41年）
  - 製造番号 2791 : 台湾製糖（軌間750mm）
  - 製造番号 2793 - 2795 : 橋本商店（軌間762mm） → 田中長兵衛 16 - 18 → 釜石鉱山
- 1909年（明治42年）
  - 製造番号 3613 - 3615 : 不明（軌間610mm）
  - 製造番号 3761 - 3763 : 名古屋市水道敷設事務所（軌間600mm） → 石川鉄道 1 - 3（762mmに改軌）
- 1910年（明治43年）
  - 製造番号 4192, 4193 : 釜山水道事務所（軌間600mm）
  - 製造番号 4213 - 4215 : 西大寺鉄道 1 - 3（軌間914mm）

上記のうち、橋本商店から釜石鉱山に渡った16（製造番号2793）については、流山鉄道の4となっている。
1909年製の製造番号3613 - 3615については、仕向け先が不明であるが、リスト照合の結果、星野工業事務所、福川製材所、磐城炭鉱（順不同）と推定されている。このうち、磐城炭鉱鉄道の軌間は762mmであり、リストの誤りと考えられる。前歴は不詳であるが、内務省東京土木出張所が利根川水系工事用として1920年6月に購入した機関車が、軌間610mmの本タイプであることが知られており、これら3両のうちの星野工業事務所、福川製材所に仕向けられたもののうちの1両であることが推定される。また、これも前歴不詳の流山鉄道の2（軌間762mm）も同形であることが知られており、軌間を勘案すると磐城炭鉱のものの後身である可能性が高いといえる。
1910年製の製造番号 4192, 4193は、三井物産を経由して台湾に納められたことになっているが、現物は朝鮮の釜山に渡ったらしい。同年製の製造番号 4213 - 4215は、西大寺鉄道から動くことなく、1949年（昭和24年）6月まで使用された。この機関車は、軌間の広い分ウェルタンクの容量が大きかった。